# Koji Morisaki
Koji Morisaki (Prefectura de Hiroshima, 9 de maig de 1981) és un exfutbolista japonès.

## Selecció japonesa
Va formar part de l'equip olímpic japonès als Jocs Olímpics d'estiu de 2004.